# The Fame Ball Tour
 (mars 2022).
Tournées par Lady Gaga
The Monster Ball Tour (2009-2011)
The Fame Ball Tour est la première tournée de l’artiste américaine Lady Gaga. Il s’agit également de la première série de concerts qui l'a aidé à promouvoir son premier album, The Fame. Les spectacles débutent en mars sur le continent nord-américain, sont suivis par quelques représentations en Australie puis se rendent jusqu’en Europe pour plus de cinquante dates. Certains concerts ont lieu en Asie tandis que deux font partie du festival anglais V et que deux autres sont reportés en avril. Gaga décrit la tournée comme un voyage à travers les musées du pop art qui référence le travail des représentants de ce mouvement tel que Andy Warhol. Dans certains cas, les bénéfices des billets sont reversés à des œuvres de charité tel que l'aide humanitaire aux victimes des ouragans ayant frappé Haïti. Une version alternative du spectacle contenant moins de changements et d’interprétations est créée pour s'adapter aux possibilités offertes par chaque salle.
La tournée est divisée en quatre parties — chacune est séparée par une vidéo d’interlude qui ouvre le segment suivant — et se termine par un encore. La programmation comprend la plupart des morceaux de son premier album. Gaga apparait sur scène dans différents costumes incluant une robe novatrice conçue uniquement avec des bulles de plastique. Lors des concerts, elle fait entre autres la première d’une chanson jamais sortie intitulée Future Love. Une programmation alternative avec des changements mineurs est utilisée pour les représentations européennes. La tournée reçoit un accueil positif de la part de la critique qui complimente les habilités vocales de Gaga et son sens du spectacle qui lui permet de bâtir un concert théâtral comme le fait plus habituellement un artiste professionnel ayant une plus longue carrière.

## Genèse

Gaga introduisant le spectacle en chantant Paparazzi.

La tournée est officiellement annoncée le 12 janvier 2009 via la page Myspace de Gaga. Il s’agit de sa première tournée en tant qu’artiste principal, bien qu’elle ait déjà réalisé la première partie de certaines représentations du New Kids on the Block: Live des New Kids on the Block et du World Domination Tour des Pussycat Dolls. Gaga déclare dans une interview « Je considère ce que je fais comme inspiré du travail d’Andy Warhol: la performance artistique pop, le multimédia, la mode, la technologie, la vidéo et le cinéma. Tout cela vient ensemble, c'est un voyage à travers les musées contemporains ». Gaga commence la préparation du spectacle alors qu’elle est en tournée avec les Pussycat Dolls. Dans une interview avec MTV News, elle décrit la série de concerts en disant,

« Ce n’est pas vraiment une tournée, c’est plus un amusant voyage. Je veux que ce soit une expérience entière, à partir de la minute où vous marchez dans le cadre de porte jusqu’à la dernière minute où je chante. Lorsque ce sera terminé, tout le monde tentera de se remémorer le spectacle pour le revivre encore une fois […] Ce sera comme si vous marchez à New York en 1974: Il y a des installations artistiques dans le hall d’entrée, un DJ remixant vous chansons favorites dans la pièce principale, puis la performance la plus captivante que vous avez vue a lieu sur scène. Je suis au téléphone chaque minute de chaque jour, parlant à des gens, étant créative, prévoyant cette tournée, et mon manager me dit constamment « Allez, nous devons partir, nous devons partir maintenant ». […] Mais pour moi, le Fame Ball est si important. Je veux que chaque dollar que les gens paient pour venir le voir soit judicieusement investi dans cette tournée. Et oui, je paie beaucoup pour créer cela — de ma propre poche. Mais c’est correct. L’argent ne m’importe pas. »

Gaga conduisant une vespa sur scène lors de la performance de Eh, Eh (Nothing Else I Can Say).

Gaga prépare trois versions de la tournée en rapport aux différentes tailles des endroits où elle va. Dans une interview pour Billboard, elle élabore en disant,

« Je suis si anxieuse, je passe tant de nuits à faire de l’insomnie, et je suis tellement excitée en passant à cette tournée. […] C’est si différent de tout ce que vous avez vu de moi dans les précédentes années. Ce qui est fantastique à propos du spectacle est que je suis apte à le créer tout en étant dans une tournée à échelle beaucoup plus petite, en l’occurrence la première partie des Dolls. Ce sera en quelque sorte un spectacle qui me procurera un orgasme artistique, car je suis prête à aller de l’avant. Je ne suis pas restreinte à un certain niveau pour mes concerts désormais. Il n’y a pas de limites. Je suis libre. […] Je veux avoir un plan clair de chaque salle où j’irai pour ainsi offrir une technologie et des effets visuels adaptés. J’ai besoin de me préparer mentalement des jours d'avance, si je ne le fais pas, je ne donnerai pas un bon spectacle. Chaque représentation se méritera un A, je crierai à tous mes spectateurs « Accrochez-vous! Accrochez-vous à tout! Trouvez-vous une place pour vous accrocher à la vie! » Ce sera ma devise. »

La programmation de la tournée est uniquement conçue de chansons issues de The Fame, excluant certaines pistes telles que Fashion, qui est extraite de la bande-son du film Confessions d'une accro du shopping. En mai 2009, lors d’une interview avec le Edmonton Sun, Gaga annonce que la tournée continuera l’été dans le cadre de plusieurs festivals européens. Elle déclare également qu’elle a des plans de grande envergure pour les dates nord-américaines, incluant celles du Canada. Gaga explique que le concert sera encore meilleur que la précédente version. Elle ajoute « Oh, vous n’avez aucune idée. […] La nouvelle version de la tournée que nous sommes sur le point d’annoncer est comme un rêve, à un tel point que je dois moi-même me pincer chaque jour pour me rappeler que cela arrivera réellement ».

## Synopsis du concert

Gaga parlant à l'audience vêtue d'une robe faite de bulles de plastique.

La tournée est divisée en quatre parties incluant la dernière qui est l’encore. Les représentations débutent avec une vidéo d’introduction intitulée « The Heart », qui se traduit par « Le Cœur », dans laquelle Gaga joue le rôle de son alter ego, Candy Warhol. Elle est montrée habillée d’un veston blanc et d’un shirt ayant un motif de cœur rose et dit « Mon nom est Lady Gaga, et ceci est ma maison ». La vidéo est projetée sur un écran géant affiché sur scène. Lorsqu’elle approche de sa fin, un compte débutant à dix s’entame puis le visage de Gaga, portant des lunettes noires, est montré pour finalement exploser après les dix secondes tandis que  l’écran est retiré. Gaga apparait alors au milieu de la scène accompagnée par ses danseurs brandissant des plaques de verre la camouflant. Elle est vêtue d’une futuriste robe noire géométrique accessoirisée d’un triangle géant et de péplum. Le DJ Space Cowboy est présent dans le coin de la scène, jouant la musique d’arrière. Les plaques sont par la suite jetées sur sol pour montrer Gaga qui commence à chanter Paparazzi. La performance se termine avec flashs constants réalisés par la caméra. Après une brève pause, Gaga retourne sur scène et chante un medley de Starstruck et LoveGame alors que ses danseurs lui apportent sa veste et sa marque de commerce, le disco stick. Entre les performances, elle déclare qu’elle a « traversé le monde entier, mais que dès mon retour chez moi, je peux encore sentir la puanteur de la cupidité » et chante Beautiful, Dirty, Rich.  Le premier segment du concert se termine lorsqu’une nouvelle vidéo intitulée « The Brain », qui se traduit par « Le Cerveau », dans laquelle Gaga se brosse les cheveux encore une fois sous le pseudonyme de Candy Warhlol, débute. La fin de la vidéo terminée, Gaga apparaît sur scène vêtue d’un justaucorps noir et blanc avec de pointues épaulettes sur lesquelles sont affichées de motifs d’éclair et conduit une vespa de la même couleur,. Elle commence à chanter Money Honey. Cette interprétation est suivie par celle de Eh, Eh (Nothing Else I Can Say) puis de The Fame, dans lesquelles Gaga porte des gants et un chapeau conçu de dominos renversés,.

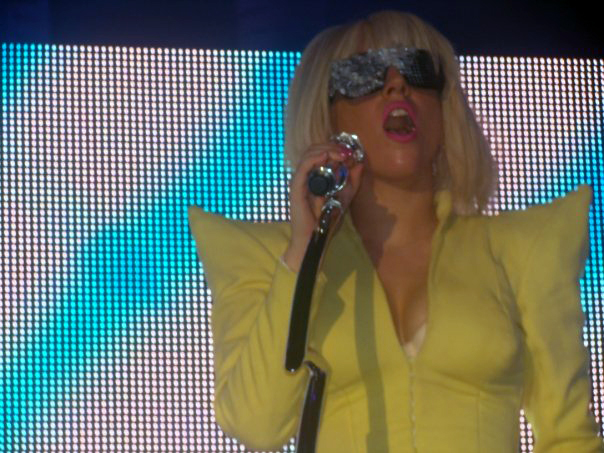
Gaga habillée d'un veston jaune interprétant Just Dance.

Gaga quitte ensuite la scène et y revient plus tard habillée d’une robe faite de bulles en plastique. Elle est assise sur le banc d’un piano transparent et chante une nouvelle piste nommée Future Love, dont les paroles traitent de galaxies lointaines, de cœurs mécaniques et de constellations. Lors de cette dernière performance, elle est accompagnée par un mannequin de plastique. Pour les spectacles européens, Future Love est remplacée par Brown Eyes, qui est extraite de The Fame. Future Love est suivie par la version acoustique de Poker Face. Elle positionne parfois ses jambes sur le piano et même joue des notes avec ses talons hauts. La scène est éclairée par des lumières artificielles de couleur bleu. Gaga quitte de nouveau la scène pour un changement de costume, et une nouvelle vidéo nommée « The Face », qui se traduit par « Le Visage », ouvre la troisième partie. Après la fin de la vidéo, Gaga revient sur scène vêtue d’une robe tutu et d’épaulettes pointues recouvertes de péplum. Ses danseurs sont habillés de costumes Louis Vuitton Steven Sprouse, qui s’harmonisent avec les chaussures de Gaga. Les images sur l’écran de fond sont modifiées et laissent place à des lumières disco tandis que Gaga met ses lunettes électroniques qui affichent « Pop Music Will Never Be Low Brow », ce qui se traduit par : « La Musique Pop ne fera jamais profil bas ». Un remix de Just Dance est utilisé en guise d’introduction à la performance de cette même piste, pendant que les danseurs de Gaga effectuent leur retour. L’encore est constituée de Boys, Boys, Boys et de la version originale de Poker Face. Gaga est vêtue d’un justaucorps kaki orné de cristaux. Elle porte une casquette d’amiral et des gants sur lesquels est écrit le mot « Gaga ».

## Accueil critique

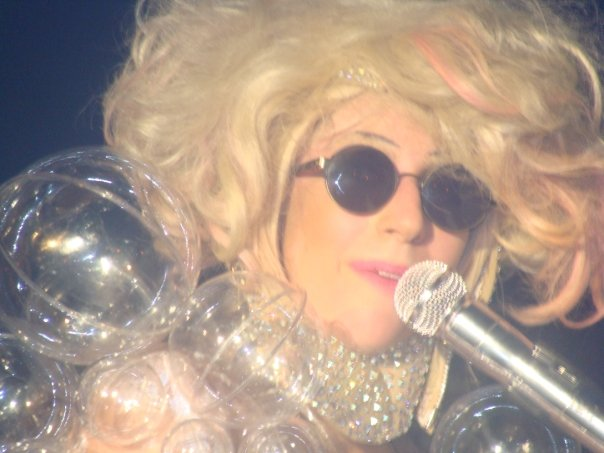
Gaga recouverte de sa robe bulle interprétant Brown Eyes au piano.

Whitney Pastorek d’Entertainment Weekly donne une note partagée au concert, affirment que « Le discours de Gaga sur scène était quelquefois ridicule (« Je traverse le monde entier, mais que dès mon retour chez moi, je peux encore sentir la puanteur de la cupidité ») et les effets visuels parfois incohérents par rapport à la performance, mais sa voix était en tout temps puissante, rafraichissante et libre de s’exprimer. Malgré ses petits défauts et ses fanfaronnades, l’aspect  le plus évident du talent de Gaga est celui-ci : Elle peut, et elle sait chanter ». Le spectacle est décrit comme une « expérimentation vestimentaire qui comparée au Rocky Horror est une géante. Cette présumée Lady offre son talent sur un plateau d’argent avec le Fame Ball – à quelque part, et c’est certain, Andy Warhol s’agite dans sa tombe en pensant à cela ». Sheri Linden de Yahoo! offre un avis positif à la représentation, déclarant que « La première tournée de Gaga est chaude – la Lady ne nous déçoit pas. Jumelant un peu de Madonna, Grace Jones, David Bowie et [Daryl Hannah] dans Blade Runner, Gaga bâti un spectacle irrésistible autour de son mystérieux personnage; tout ça avec un trio de danseurs en veste de cuir, des changements de costumes incessants et un DJ gérant l’accompagnement musical ». Christophoer Muther du The Boston Globe critique positivement le concert ayant eu lieu à la House of Blues en disant que « La combinaison des chansons et du spectacle artistique a donné un résultat amusant et exaltant. Des hymnes de clubs sont livrés par une femme qui est clairement studieuse, intelligente et talentueuse ». Lynn Saxberg d’Ottawa Citizen est positive quant au concert d’Ottawa s’étant déroulé au Bronson Centre, et le commente, « Accompagnée par un DJ jouant également de la guitare électrique funky, le dynamique duo (Gaga et Space Cowboy) a réalisé l’un des spectacles les plus fous joués au Bronson Centre : un aventureux cirque de sons, de lumières, de vidéos, d’images, de fumée et de chorégraphies. Bien qu’il soit un peu trop lourd au niveau de l’aspect théâtral, rien n’est à reprocher pour la musique ». Elle commente aussi le sens de la mode de Gaga et son style de costumes en ajoutant, « En une heure, Gaga a su prouver qu’elle est une célébrité en chantant tous ses succès, en affichant ses influences qui vont de Motown à la pop des années 1980 et en exhibant son osé sens de la mode avec différents costumes, aucun d’entre eux ne recouvrant son fessier ».

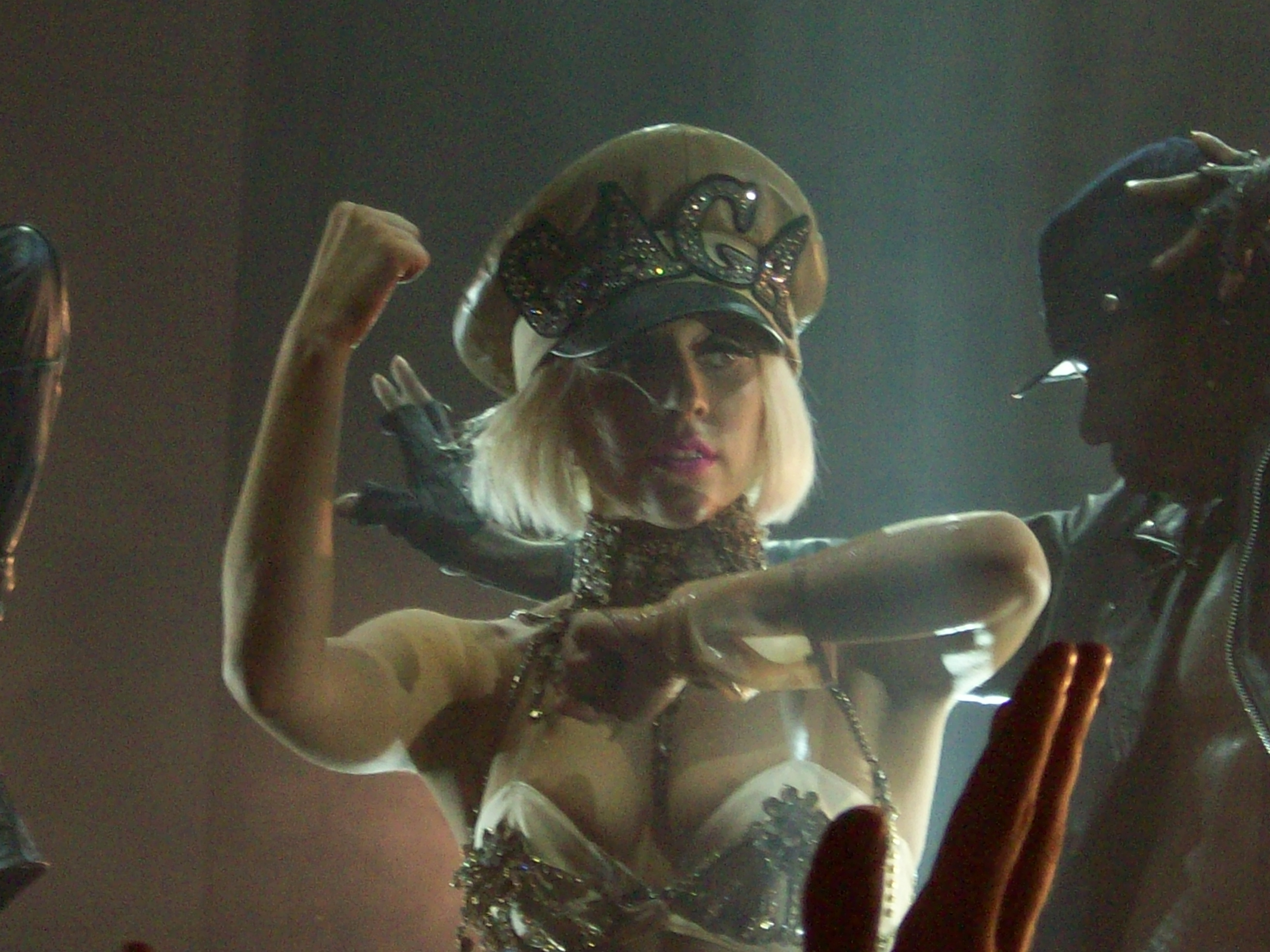
Gaga clôturant le spectacle en chantant Poker Face.

Andy Downing du Chicago Tribune est impressionné par le spectacle à la House of Blues et affirme que « Le travail a porté fruit. Seulement quelques semaines après le commencement de sa première tournée internationale, la chanteuse new-yorkaise de 22 ans […] s'est déjà approprié la scène comme le ferait un professionnel de longue date ». Jill Menze du Billboard donne également une note positive à la performance et complimente les interprétations des chansons Just Dance, LoveGame, Poker Face, Boys Boys Boys et celle de la satire à propos de la célébrité, Paparazzi. Le critique déclare que « Depuis son succès dans les classements, Lady Gaga s’est révélé à elle-même être une sensation pop du moment. Il suffit de creuser légèrement sous la coquille pour clairement s’apercevoir qu’elle est polyvalente et assez talentueuse pour s’imposer dans l’industrie ». De son côté, Mikel Wood du Rolling Stone estime que le spectacle est particulier, en attestant que « La victime actuelle des revues à potins a provoqué le fou rire chez certaines personnes lors de l’interprétation des chansons de son album The Fame au Wiltern, spécialement lorsqu’elle a commencé à dire des non-sens à propos des médias, « Certains diront que Lady Gaga est un mensonge, et ils ont raisons : Je suis un mensonge, et chaque jour je me démène pour me transformer en vérité ». Heureusement, c’est une femme qui sait comment alléger l’ambiance : En moins de dix minutes, elle avait déjà enfilé des leggins rouges et un chapeau d’amiral en plus de s’amuser à rimer « boys in cars » avec « buy us drinks in bars » ». Le 13 mars 2009, lors d’une représentation au Wiltern Theatre, Gaga est honorée par la Recording Industry Association of America et le blogueur Perez Hilton pour les trois millions de ventes de son premier single, Just Dance. En plus de cela, Kanye West assistait au Fame Ball cette soirée-ci. Craig Rosen du The Hollywood Reporter certifie que « Lady Gaga démontre qu’elle est une sérieuse compétitrice de Madonna avec son spectacle au Wiltern. Elle a beau être une nouvelle venue, Stefani Joanne Germanotta commande la scène avec une facilité innée, mêlant technologie et art ».

## Première partie
- The White Tie Affair[2] (Amérique du Nord)
- Chester French[2] (Amérique du Nord)
- Cinema Bizarre[18] (Amérique du Nord)
- Gary Go[2] (Royaume-Uni)

## Dates de la tournée
| Date                                            | Ville           | Pays             | Salle                             |
| ----------------------------------------------- | --------------- | ---------------- | --------------------------------- |
| Étape 1 - Amérique du Nord,                     |                 |                  |                                   |
| 12 mars 2009                                    | San Diego       | États-Unis       | House of Blues                    |
| 13 mars 2009                                    | Los Angeles     | États-Unis       | Wiltern Theatre                   |
| 14 mars 2009                                    | San Francisco   | États-Unis       | Mezzanine                         |
| 16 mars 2009                                    | Seattle         | États-Unis       | Showbox at the Winnet             |
| 17 mars 2009                                    | Portland        | États-Unis       | Wonder Ballroom                   |
| 18 mars 2009                                    | Vancouver       | Canada           | Commodore Ballroom                |
| 21 mars 2009                                    | Denver          | États-Unis       | Gothic Theater                    |
| 23 mars 2009                                    | Minneapolis     | États-Unis       | Fine Line Music Cafe              |
| 24 mars 2009                                    | Chicago         | États-Unis       | House of Blues                    |
| 25 mars 2009                                    | Royal Oak       | États-Unis       | Royal Oak Music Theatre           |
| 26 mars 2009                                    | Kitchener       | Canada           | Elements Nightclub                |
| 27 mars 2009                                    | Ottawa          | Canada           | Bronson Centre                    |
| 28 mars 2009                                    | Montréal        | Canada           | Metropolis                        |
| 30 mars 2009                                    | Boston          | États-Unis       | House of Blues                    |
| 4 avril 2009                                    | Palm Springs    | États-Unis       | Oasis Hall                        |
| 6 avril 2009                                    | Orlando         | États-Unis       | House of Blues                    |
| 7 avril 2009                                    | Tampa           | États-Unis       | The Ritz Ybor                     |
| 8 avril 2009                                    | Fort Lauderdale | États-Unis       | Revolution                        |
| 9 avril 2009                                    | Atlanta         | États-Unis       | Center Stage                      |
| 11 avril 2009                                   | Palm Springs    | États-Unis       | Palm Springs Convention Center[A] |
| Étape 2 - Europe                                |                 |                  |                                   |
| 24 avril 2009                                   | Madrid          | Espagne          | La Cubierta                       |
| 25 avril 2009                                   | Moscou          | Russie           | Famous Club                       |
| 28 avril 2009                                   | Stuttgart       | Allemagne        | Club Zapata                       |
| Étape 3 - Amérique du Nord                      |                 |                  |                                   |
| 1er mai 2009                                    | Philadelphie    | États-Unis       | Electric Factory                  |
| 2 mai 2009                                      | New York        | États-Unis       | Terminal 5                        |
| 3 mai 2009                                      | Agawam          | États-Unis       | Northern Star Arena               |
| 4 mai 2009                                      | Boston          | États-Unis       | House of Blues                    |
| 6 mai 2009                                      | Austin          | États-Unis       | Austin Music Hall                 |
| 8 mai 2009                                      | Chula Vista     | États-Unis       | Cricket Wireless Amphitheatre     |
| 9 mai 2009                                      | Irvine          | États-Unis       | Verizon Wireless Amphitheatre     |
| 10 mai 2009                                     | West Sacramento | États-Unis       | Raley Field                       |
| Étape 4 - Océanie (avec les The Pussycat Dolls) |                 |                  |                                   |
| 16 mai 2009                                     | Auckland        | Nouvelle-Zélande | Vector Arena                      |
| 19 mai 2009                                     | Brisbane        | Australie        | Entertainment Centre              |
| 21 mai 2009                                     | Newcastle       | Australie        | Entertainment Centre              |
| 22 mai 2009                                     | Sydney          | Australie        | Acer Arena                        |
| 23 mai 2009                                     | Sydney          | Australie        | Acer Arena                        |
| 25 mai 2009                                     | Sydney          | Australie        | Paddington Uniting Church         |
| 26 mai 2009                                     | Melbourne       | Australie        | Rod Laver Arena                   |
| 27 mai 2009                                     | Melbourne       | Australie        | Rod Laver Arena                   |
| 28 mai 2009                                     | Adélaïde        | Australie        | Entertainment Centre              |
| 30 mai 2009                                     | Perth           | Australie        | Burswood Dome                     |
| Étape 5 - Asie                                  |                 |                  |                                   |
| 8 juin 2009                                     | Tokyo           | Japon            | Shibuya-AX                        |
| 14 juin 2009                                    | Singapour       | Singapour        | The Dome                          |
| 17 juin 2009                                    | Séoul           | Corée du Sud     | Club Answer                       |
| Étape 6 - Amérique du Nord                      |                 |                  |                                   |
| 19 juin 2009                                    | Toronto         | Canada           | Kool Haus                         |
| Étape 7 - Europe                                |                 |                  |                                   |
| 26 juin 2009                                    | Pilton          | Royaume-Uni      | Glastonbury Festival              |
| 29 juin 2009                                    | Manchester      | Royaume-Uni      | Manchester Academy                |
| 1er juillet 2009                                | Cork            | Irlande          | The Marquee                       |
| 3 juillet 2009                                  | Werchter        | Belgique         | Rock Werchter Festival            |
| 4 juillet 2009                                  | Londres         | Royaume-Uni      | G-A-Y                             |
| 4 juillet 2009                                  | Londres         | Royaume-Uni      | Stade de Wembley                  |
| 5 juillet 2009                                  | Londres         | Royaume-Uni      | Stade de Wembley                  |
| 8 juillet 2009                                  | La Valette      | Malte            | Fosos Square                      |
| 9 juillet 2009                                  | Paris           | France           | L'Olympia                         |
| 11 juillet 2009                                 | Kinross         | Royaume-Uni      | T in the Park                     |
| 12 juillet 2009                                 | Naas            | Irlande          | Oxegen                            |
| 13 juillet 2009                                 | Manchester      | Royaume-Uni      | Manchester Apollo                 |
| 14 juillet 2009                                 | Londres         | Royaume-Uni      | O2 Academy Brixton                |
| 16 juillet 2009                                 | Munich          | Allemagne        | Zenith                            |
| 17 juillet 2009                                 | Cologne         | Allemagne        | Palladium                         |
| 18 juillet 2009                                 | Berlin          | Allemagne        | Columbiahalle                     |
| 20 juillet 2009                                 | Amsterdam       | Pays-Bas         | Melkweg                           |
| 21 juillet 2009                                 | Zurich          | Suisse           | Maag Event Hall                   |
| 22 juillet 2009                                 | Vienne          | Autriche         | Gasometer                         |
| 24 juillet 2009                                 | Ibiza           | Espagne          | Wonderland Eden                   |
| 25 juillet 2009                                 | Amsterdam       | Pays-Bas         | Paradiso                          |
| 26 juillet 2009                                 | Hambourg        | Allemagne        | Stadtpark Freilichtbühne          |
| 28 juillet 2009                                 | Helsinki        | Finlande         | Maison de la culture à Helsinki   |
| 30 juillet 2009                                 | Oslo            | Norvège          | Sentrum Scene                     |
| 31 juillet 2009                                 | Copenhague      | Danemark         | K.B. Hallen                       |
| 1er août 2009                                   | Östersund       | Suède            | Storsjöyran                       |
| 2 août 2009                                     | Stockholm       | Suède            | Gröna Lund                        |
| Étape 8 - Asie                                  |                 |                  |                                   |
| 7 août 2009                                     | Osaka           | Japon            | Summer Sonic Festival             |
| 8 août 2009                                     | Chiba           | Japon            | Summer Sonic Festival             |
| 9 août 2009                                     | Séoul           | Corée du Sud     | Olympic Gymnastics Arena          |
| 11 août 2009                                    | Quezon City     | Philippines      | Araneta Coliseum                  |
| 12 août 2009                                    | Singapour       | Singapour        | Fort Canning Park                 |
| 15 août 2009                                    | Macao           | Chine            | Venetian Arena                    |
| 19 août 2009                                    | Tel Aviv        | Israël           | Trade Fairs & Convention Center   |
| Étape 9 - Europe                                |                 |                  |                                   |
| 22 août 2009                                    | Staffordshire   | Royaume-Uni      | Weston Park                       |
| 23 août 2009                                    | Chelmsford      | Royaume-Uni      | V fest                            |
| Étape 10 - Amérique du Nord                     |                 |                  |                                   |
| 28 septembre 2009                               | Richmond        | États-Unis       | Landmark Theater                  |
| 29 septembre 2009                               | Washington      | États-Unis       | DAR Constitution Hall             |

Notes
- A^ Ce concert est une partie du White Party[24].
- B^ Ce concert est une partie du Kiss 95.7 Summer Kick Off Concert.

### Box office

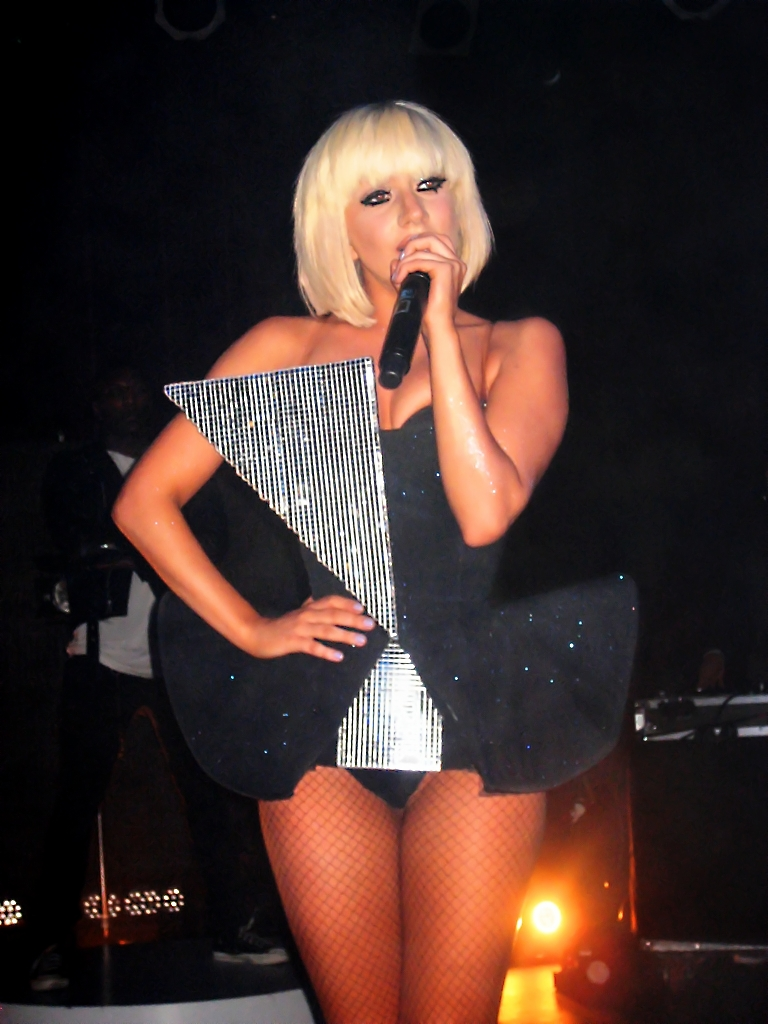
Lady Gaga lors de sa tournée The Fame Ball Tour

| Salle                   | Ville         | Billets vendus / disponibles | Bénéfice  |
| ----------------------- | ------------- | ---------------------------- | --------- |
| Wiltern Theatre         | Los Angeles   | 2,700 / 2,700 (100 %)        | 52 904 $  |
| Metropolis              | Montréal      | 2,255 / 2,255 (100 %)        | 50 387 $  |
| Royal Oak Music Theater | Royal Oak     | 1,700 / 1,700 (100 %)        | 34 000 $  |
| Gothic Theater          | Englewood     | 1,088 / 1,088 (100 %)        | 20 000 $  |
| House of Blues          | San Diego     | 1,000 / 1,000 (100 %)        | 18 500 $  |
| The Ritz Ybor           | Tampa         | 1,545 / 1,560 (99 %)         | 31 065 $  |
| DAR Constitution Hall   | Washington DC | 3,500 / 3,500 (100 %)        | 141 004 $ |
|                         | Total         | 13,788 / 13,803 (99,8 %)     | 347 862 $ |